# Carex berteroana
Carex berteroana är en halvgräsart som beskrevs av Ernst Gottlieb von Steudel. Carex berteroana ingår i släktet starrar, och familjen halvgräs.
Artens utbredningsområde är Juan Fernández-öarna. Inga underarter finns listade i Catalogue of Life.